# Stany Zjednoczone na Letnich Igrzyskach Olimpijskich 1996
Stany Zjednoczone na Letnich Igrzyskach Olimpijskich w roku 1996 w Atlancie reprezentowało 646 sportowców: 375 mężczyzn i 271 kobiet startujących w 31 dyscyplinach. Był to 22 start reprezentacji Stanów Zjednoczonych na letnich igrzyskach olimpijskich.

## Zdobyte medale
| Medal  | Zawodnik | Dyscyplina             | Konkurencja                                 | Rezultat                                                                 |
| ------ | --- | ---------------------- | ------------------------------------------- | ------------------------------------------------------------------------ |
| Złoto  | David Reid | Boks                   | waga lekkośrednia mężczyźni                 | w finale pokonał Kubańczyka Alfredo Duvergel                             |
| Złoto  | Shannon Miller, Dominique Moceanu, Dominique Dawes, Kerri Strug, Jaycie Phelps, Amy Chow, Amanda Borden | Gimnastyka             | Wielobój drużynowy kobiet                   | 389,225 pkt                                                              |
| Złoto  | Shannon Miller | Gimnastyka             | ćwiczenia na równoważni kobiet              | 9,862 pkt                                                                |
| Złoto  | Teresa Edwards, Alice Bolton-Holifield, Sheryl Swoopes, Lisa Leslie, Katrina McClain, Dawn Staley, Jennifer Azzi, Carla McGhee, Kathryn Steding, Rebecca Lobo, Venus Lacey, Nikki McCray | Koszykówka             | turniej kobiet                              | w meczu finałowym pokonały zespół Brazylii 111:87                        |
| Złoto  | Penny Hardaway, Charles Barkley, David Robinson, Gary Payton, Grant Hill, Hakeem Olajuwon, John Stockton, Karl Malone, Mitch Richmond, Reggie Miller, Scottie Pippen, Shaquille O’Neal | Koszykówka             | turniej mężczyzn                            | w meczu finałowym pokonali zespół Jugosławii 95:69                       |
| Złoto  | Michael Johnson | Lekkoatletyka          | bieg na 200 m mężczyzn                      | 19,32 s                                                                  |
| Złoto  | Michael Johnson | Lekkoatletyka          | bieg na 400 m mężczyzn                      | 43,49 s                                                                  |
| Złoto  | Allen Johnson | Lekkoatletyka          | bieg na 110 m przez płotki mężczyzn         | 12,95 s                                                                  |
| Złoto  | Derrick Adkins | Lekkoatletyka          | bieg na 400 m przez płotki mężczyzn         | 47,54 s                                                                  |
| Złoto  | LaMont Smith, Alvin Harrison, Derek Mills, Anthuan Maybank, Jason Rouser | Lekkoatletyka          | sztafeta 4 × 400 m mężczyzn                 | 2:55,99 s                                                                |
| Złoto  | Charles Austin | Lekkoatletyka          | skok wzwyż mężczyzn                         | 2,39 m                                                                   |
| Złoto  | Carl Lewis | Lekkoatletyka          | skok w dal mężczyzn                         | 8,50 m                                                                   |
| Złoto  | Kenny Harrison | Lekkoatletyka          | trójskok mężczyzn                           | 18,09 m                                                                  |
| Złoto  | Randy Barnes | Lekkoatletyka          | pchnięcie kulą mężczyzn                     | 21,62 m                                                                  |
| Złoto  | Dan O’Brien | Lekkoatletyka          | dziesięciobój mężczyzn                      | 8824 pkt                                                                 |
| Złoto  | Gail Devers | Lekkoatletyka          | bieg na 100 m kobiet                        | 10,94 s                                                                  |
| Złoto  | Chryste Gaines, Gail Devers, Inger Miller, Gwen Torrence, Carlette Guidry-White | Lekkoatletyka          | sztafeta 4 × 100 m kobiet                   | 41,95 s                                                                  |
| Złoto  | Rochelle Stevens, Maicel Malone, Kim Graham, Jearl Miles-Clark, Linetta Wilson | Lekkoatletyka          | sztafeta 4 × 400 m kobiet                   | 3:20,91 s                                                                |
| Złoto  | Justin Huish | Łucznictwo             | turniej indywidualny mężczyzn               | w finale pokonał Szweda Magnusa Peterssona 112:107                       |
| Złoto  | Justin Huish, Butch Johnson, Rod White | Łucznictwo             | turniej drużynowy mężczyzn                  | w finale pokonali zespół Korei Południowej 251:249                       |
| Złoto  | Briana Scurry, Cindy Parlow, Carla Overbeck, Tiffany Roberts, Brandi Chastain, Shannon MacMillan, Mia Hamm, Michelle Akers, Julie Foudy, Carin Gabarra, Kristine Lilly, Joy Fawcett, Tisha Venturini, Tiffeny Milbrett                                                                           | Piłka nożna            | turniej kobiet                              | w finale pokonały drużnę Chin 2:1                                        |
| Złoto  | Amy Van Dyken | Pływanie               | 50 m stylem dowolnym kobiet                 | 24,87 s                                                                  |
| Złoto  | Brooke Bennett | Pływanie               | 800 m stylem dowolnym kobiet                | 8:27,89                                                                  |
| Złoto  | Angel Martino, Amy Van Dyken, Catherine Fox, Jenny Thompson, Lisa Jacob, Melanie Valerio | Pływanie               | sztafeta 4 × 100 m stylem dowolnym kobiet   | 3:39,29                                                                  |
| Złoto  | Trina Jackson, Cristina Teuscher, Sheila Taormina, Jenny Thompson, Lisa Jacob, Annette Salmeen, Ashley Whitney | Pływanie               | sztafeta 4 × 200 m stylem dowolnym kobiet   | 7:59,87                                                                  |
| Złoto  | Beth Botsford | Pływanie               | 100 m stylem grzbietowym kobiet             | 1:01,19                                                                  |
| Złoto  | Amy Van Dyken | Pływanie               | 100 m stylem motylkowym kobiet              | 59,13                                                                    |
| Złoto  | Beth Botsford, Amanda Beard, Angel Martino, Amy Van Dyken, Catherine Fox, Whitney Hedgepeth, Kristine Quance, Jenny Thompson | Pływanie               | sztafeta 4 × 100 m stylem zmiennym kobiet   | 4:02,88                                                                  |
| Złoto  | Jon Olsen, Josh Davis, Brad Schumacher, Gary Hall Jr., David Fox, Scott Tucker | Pływanie               | sztafeta 4 × 100 m stylem dowolnym mężczyzn | 3:15,41                                                                  |
| Złoto  | Josh Davis, Joseph Hudepohl, Brad Schumacher, Ryan Berube, Jon Olsen | Pływanie               | sztafeta 4 × 200 m stylem dowolnym mężczyzn | 7:14,84                                                                  |
| Złoto  | Jeff Rouse | Pływanie               | 100 m stylem grzbietowym mężczyzn           | 54,10                                                                    |
| Złoto  | Brad Bridgewater | Pływanie               | 200 m stylem grzbietowym mężczyzn           | 1:58,54                                                                  |
| Złoto  | Tom Dolan | Pływanie               | 400 m stylem zmiennym mężczyzn              | 4:14,90                                                                  |
| Złoto  | Jeff Rouse, Jeremy Linn, Mark Henderson, Gary Hall Jr., Josh Davis, Kurt Grote, John Hargis, Tripp Schwenk | Pływanie               | sztafeta 4 × 100 m stylem zmiennym          | 3:34,84                                                                  |
| Złoto  | Suzannah Bianco, Tammy Cleland-McGregor, Becky Dyroen-Lancer, Emily LeSueur, Heather Pease-Olson, Jill Savery, Nathalie Schneyder, Heather Simmons-Carrasco, Jill Sudduth, Margot Thien | Pływanie synchroniczne | drużynowo                                   | 99,720 pkt                                                               |
| Złoto  | Karch Kiraly, Kent Steffes | Siatkówka plażowa      | turniej mężczyzn                            | w finale pokonali parę Mike Whitmarsh, Mike Dodd 2:0                     |
| Złoto  | Laura Berg, Gillian Boxx, Sheila Cornell-Douty, Lisa Fernandez, Michele Granger, Lori Harrigan, Dionna Harris, Kim Maher, Leah O’Brien-Amico, Dot Richardson, Julie Smith, Michele Smith, Shelly Stokes, Dani Tyler, Christa Williams                                                            | Softball               | turniej kobiet                              | w finale pokonały drużynę Chin 3:1                                       |
| Złoto  | Kim Rhode | Strzelectwo            | podwójny trap kobiet                        | 141 pkt                                                                  |
| Złoto  | Lindsay Davenport | Tenis ziemny           | gra pojedyncza kobiet                       | w finale pokonała Hiszpankę Arantxa Sánchez Vicario 2:0 (7:6, 6:2)       |
| Złoto  | Gigi Fernández, Mary Joe Fernández | Tenis ziemny           | gra podwójna kobiet                         | w finale pokonały Czeski debel Jana Novotná Helena Suková 2:0 (7:6, 6:4) |
| Złoto  | Andre Agassi | Tenis ziemny           | gra pojedyncza mężczyzn                     | w finale pokonał Hiszpana Sergi Bruguera 3:0 (6:2, 6:3, 6:1)             |
| Złoto  | Kendall Cross | Zapasy                 | styl wolny waga do 57 kg mężczyzn           | w finale pokonał Kanadyjczyka Guivi Sissaouri                            |
| Złoto  | Tom Brands | Zapasy                 | styl wolny waga do 62 kg mężczyzn           | w finale pokonał Koreańczyka Jang Jae-Sung                               |
| Złoto  | Kurt Angle | Zapasy                 | styl wolny waga do 100 kg mężczyzn          | w finale pokonał Irańczyka Abbasa Jadidi                                 |
| Srebro | Jair Lynch | Gimnastyka             | ćwiczenia na poręczach mężczyzn             | 9,825 pkt                                                                |
| Srebro | Amy Chow | Gimnastyka             | ćwiczenia na poręczach kobiet               | 9,837 pkt                                                                |
| Srebro | Leslie Burr-Howard, Anne Kursinski, Michael Matz, Peter Leone | Jeździectwo            | skoki przez przeszkody drużynowo            | 12 pkt                                                                   |
| Srebro | David O’Connor, Bruce Davidson, Karen O’Connor, Jill Henneberg | Jeździectwo            | WKKW drużynowo                              | 261,1 pkt                                                                |
| Srebro | Dana Chladek | Kajakarstwo górskie    | K-1 slalom kobiety                          | 169,49 pkt                                                               |
| Srebro | Marty Nothstein | Kolarstwo torowe       | sprint mężczyzn                             | 10,175 s                                                                 |
| Srebro | Erin Hartwell | Kolarstwo torowe       | 1 lm ze startu zatrzymanego mężczyzn        | 1:02,940                                                                 |
| Srebro | Mark Crear | Lekkoatletyka          | bieg na 110 m przez płotki mężczyzn         | 13,09 s                                                                  |
| Srebro | Jon Drummond, Tim Harden, Michael Marsh, Dennis Mitchell, Tim Montgomery | Lekkoatletyka          | sztafeta 4 × 100 m mężczyzn                 | 38,05 s                                                                  |
| Srebro | John Godina | Lekkoatletyka          | pchnięcie kulą mężczyzn                     | 20,79 m                                                                  |
| Srebro | Lance Deal | Lekkoatletyka          | rzut młotem mężczyzn                        | 81,12 m                                                                  |
| Srebro | Kim Batten | Lekkoatletyka          | bieg na 400 m przez płotki kobiet           | 53,08 s                                                                  |
| Srebro | Whitney Hedgepeth | Pływanie               | 100 m stylem grzbietowym kobiet             | 1:01,47                                                                  |
| Srebro | Whitney Hedgepeth | Pływanie               | 200 m stylem grzbietowym kobiet             | 2:11,98                                                                  |
| Srebro | Amanda Beard | Pływanie               | 100 m stylem klasycznym kobiet              | 1:08,09                                                                  |
| Srebro | Amanda Beard | Pływanie               | 200 m stylem klasycznym kobiet              | 2:25,75                                                                  |
| Srebro | Allison Wagner | Pływanie               | 400 m stylem zmiennym kobiet                | 4:42,03                                                                  |
| Srebro | Gary Hall Jr. | Pływanie               | 50 m stylem dowolnym mężczyzn               | 22,26 s                                                                  |
| Srebro | Gary Hall Jr. | Pływanie               | 100 m stylem dowolnym mężczyzn              | 48,81 s                                                                  |
| Srebro | Tripp Schwenk | Pływanie               | 200 m stylem grzbietowym mężczyzn           | 1:58,99                                                                  |
| Srebro | Jeremy Linn | Pływanie               | 100 m stylem klasycznym                     | 1:00,77                                                                  |
| Srebro | Tom Malchow | Pływanie               | 200 m stylem motylkowym                     | 1:57,44                                                                  |
| Srebro | Eric Namesnik | Pływanie               | 400 m stylem zmiennym mężczyzn              | 4:15,25                                                                  |
| Srebro | Mike Whitmarsh, Mike Dodd | Siatkówka plażowa      | turniej mężczyzn                            | w finale przegrali z parą Karch Kiraly, Kent Steffes 0:2                 |
| Srebro | Josh Lakatos | Strzelectwo            | trap mężczyzn                               | 147 pkt                                                                  |
| Srebro | Tim Young, Brian Jamieson, Eric Mueller, Jason Gailes | Wioślarstwo            | czwórka podwójna mężczyzn                   | 5:59,10                                                                  |
| Srebro | Missy Schwen-Ryan, Karen Kraft | Wioślarstwo            | dwójka bez sternika                         | 7:01,78                                                                  |
| Srebro | Teresa Bell, Lindsay Burns | Wioślarstwo            | dwójka podwójna wagi lekkiej                | 7:14,65                                                                  |
| Srebro | Brandon Paulson | Zapasy                 | styl klasyczny waga do 52 kg mężczyzn       | w finale przegrał z zawodnikiem z Armenii Armenem Nazarjanem             |
| Srebro | Dennis Hall | Zapasy                 | styl klasyczny waga do 57 kg mężczyzn       | w finale przegrał z Kazachem Jurijem Mielniczenko                        |
| Srebro | Matt Ghaffari | Zapasy                 | styl klasyczny waga do 130 kg mężczyzn      | w finale przegrał z Rosjaniniem Aleksandrem Karielinem                   |
| Srebro | Townsend Saunders | Zapasy                 | styl wolny waga do 68 kg mężczyzn           | w finale przegrał z Rosjaniniem Wadimem Bogijew                          |
| Brąz   | Robert Dickey, Warren Morris, Octavio Ojeda, Mark Kotsay, Jason Williams, John Allen, Chadwick Green, Kiplan Harkrider, Braden Looper, Travis Lee, Andrew Hinch, Jacque Jones, Brian Loyd, Troy Glaus, Seth Gresinger, Mattew LeCroy, Kristin Benson, James Parque, Jeffrey Weaver, William Koch | Baseball               | turniej mężczyzn                            | w meczu o brązowy medal pokonali drużynę Nikarguii 10:3                  |
| Brąz   | Floyd Mayweather Jr. | Boks                   | waga kogucia mężczyźni                      | w półfinale przegrał z Bułgarem Serafinem Todorowem                      |
| Brąz   | Terrance Cauthen | Boks                   | waga lekka mężczyźni                        | w półfinale przegrał z Bułgarem Tontcho Tontchewem                       |
| Brąz   | Rhoshii Wells | Boks                   | waga średnia mężczyzn                       | w półfinale przegrał Kubańczykiem Arielem Hernándezem                    |
| Brąz   | Antonio Tarver | Boks                   | waga półciężka mężczyzn                     | w półfinale przegrał z Kazachem Wasilijem Żyrowem                        |
| Brąz   | Nate Jones | Boks                   | waga ciężka mężczyzn                        | w półfinale przegrał z Kanadyjczykiem Davidem Defiagbonem                |
| Brąz   | Dominique Dawes | Gimnastyka             | ćwiczenia wolne kobiet                      | 9,837 pkt                                                                |
| Brąz   | Michelle Gibson, Guenter Seidel, Steffen Peters, Robert Dover | Jeździectwo            | Ujeżdżenie drużynowo                        | 5309 pkt                                                                 |
| Brąz   | Kerry Milliken | Jeździectwo            | WKKW indywidualnie                          | 73,7 pkt                                                                 |
| Brąz   | Jimmy Pedro | Judo                   | waga do 71 kg                               | w walce o brązowy medal pokonał Francuza Christophera Gagliano           |
| Brąz   | Susan DeMattei | Kolarstwo górskie      | cross-country kobiet                        | 1:52:36 h                                                                |
| Brąz   | Calvin Davis | Lekkoatletyka          | bieg na 400 m przez płotki mężczyzn         | 47,96 s                                                                  |
| Brąz   | Joe Greene | Lekkoatletyka          | skok w dal mężczyzn                         | 8,24 m                                                                   |
| Brąz   | Gwen Torrence | Lekkoatletyka          | bieg na 100 m kobiet                        | 10,96 s                                                                  |
| Brąz   | Tonja Buford-Bailey | Lekkoatletyka          | bieg na 400 m przez płotki kobiet           | 53,22 s                                                                  |
| Brąz   | Jackie Joyner-Kersee | Lekkoatletyka          | skok w dal kobiet                           | 7,00 m                                                                   |
| Brąz   | Angel Martino | Pływanie               | 100 m stylem dowolnym kobiet                | 54,93 s                                                                  |
| Brąz   | Angel Martino | Pływanie               | 100 m stylem motylkowym kobiet              | 59,23                                                                    |
| Brąz   | Mary Ellen Clark | Skoki do wody          | wieża 10 m kobiet                           | 472,95 pkt                                                               |
| Brąz   | Mark Lenzi | Skoki do wody          | trampolina 3 m mężczyzn                     | 686,49 pkt                                                               |
| Brąz   | Lance Bade | Strzelectwo            | trap mężczyzn                               | 147 pkt                                                                  |
| Brąz   | David Collins, Jeff Pfaendtner, Marc Schneider, Bill Carlucci | Wioślarstwo            | czwórka bez sternika wagi lekkiej           | 6:12,29                                                                  |
| Brąz   | Bruce Baumgartner | Zapasy                 | styl wolny waga do 130 kg mężczyzn          |                                                                          |
| Brąz   | Courtenay Becker-Dey | Żeglarstwo             | klasa Europa                                | 39 pkt                                                                   |
| Brąz   | Jeff Madrigali, Jim Barton, Kent Massey | Żeglarstwo             | klasa Soling                                | w wyścigach o brązowy medal pokonali osadę Wielkiej Brytanii 3:1         |

## Skład kadry

### Badminton
Kobiety
- Erika Von Heiland – gra pojedyncza – 33. miejsce,
- Erika Von Heiland, Linda French – gra podwójna – 17. miejsce

Mężczyźni
- Kevin Han – gra pojedyncza – 33. miejsce,

### Baseball
Mężczyźni
- Robert Dickey, Warren Morris, Octavio Ojeda, Mark Kotsay, Jason Williams, John Allen, Chadwick Green, Kiplan Harkrider, Braden Looper, Travis Lee, Andrew Hinch, Jacque Jones, Brian Loyd, Troy Glaus, Seth Gresinger, Mattew LeCroy, Kristin Benson, James Parque, Jeffrey Weaver, William Koch – 3. miejsce

### Boks
Mężczyźni
- Albert Guardado – waga papierowa (do 48 kg) – 6. miejsce,
- Eric Morel – waga musza (do 51 kg) – 17. miejsce,
- Zahir Raheem – waga kogucia (do 54 kg) – 9. miejsce,
- Floyd Mayweather Jr. – waga piórkowa (do 57 kg) – 3. miejsce,
- Terrance Cauthen – waga lekka (do 60 kg) – 3. miejsce,
- David Diaz – waga lekkopółśrednia (do 63,5 kg) – 9. miejsce,
- Fernando Vargas – waga półśrednia (do 67 kg) – 9. miejsce,
- David Reid – waga lekkośrednia (do 71 kg) – 1. miejsce,
- Rhoshii Wells – waga średnia (do 75 kg) – 3. miejsce,
- Antonio Tarver – waga półciężka (do 81 kg) – 3. miejsce,
- Nate Jones – waga ciężka (do 91 kg) – 3. miejsce,
- Lawrence Clay-Bey – waga superciężka (powyżej 91 kg) – 9. miejsce

### Gimnastyka
Kobiety
- Shannon Miller
  - wielobój indywidualnie – 8. miejsce,
  - ćwiczenia wolne – 18. miejsce w rundzie kwalifikacyjnej,
  - skok przez konia – 8. miejsce
  - ćwiczenia na poręczach – 9. miejsce w rundzie kwalifikacyjnej,
  - ćwiczenia na równoważni – 1. miejsce
- Dominique Moceanu
  - wielobój indywidualnie – 9. miejsce,
  - ćwiczenia wolne – 4. miejsce,
  - skok przez konia – 48. miejsce w rundzie kwalifikacyjnej,
  - ćwiczenia na poręczach – 11. miejsce w rundzie kwalifikacyjnej,
  - ćwiczenia na równoważni – 6. miejsce,
- Dominique Dawes
  - wielobój indywidualnie – 17. miejsce,
  - ćwiczenia wolne – 3. miejsce,
  - skok przez konia – 6. miejsce,
  - ćwiczenia na poręczach – 4. miejsce,
  - ćwiczenia na równoważni – 11. miejsce w rundzie kwalifikacyjnej,
- Kerri Strug
  - wielobój indywidualnie – 7. miejsce w rundzie kwalifikacyjnej,
  - ćwiczenia wolne – 1. miejsce w rundzie kwalifikacyjnej,
  - skok przez konia – 5. miejsce w rundzie kwalifikacyjnej,
  - ćwiczenia na poręczach – 14. miejsce w rundzie kwalifikacyjnej,
  - ćwiczenia na równoważni – 15. miejsce w rundzie kwalifikacyjnej,
- Jaycie Phelps
  - wielobój indywidualnie – 17. miejsce w rundzie kwalifikacyjnej,
  - ćwiczenia wolne – 15. miejsce w rundzie kwalifikacyjnej,
  - skok przez konia – 21. miejsce w rundzie kwalifikacyjnej,
  - ćwiczenia na poręczach – 13. miejsce w rundzie kwalifikacyjnej,
  - ćwiczenia na równoważni – 38. miejsce w rundzie kwalifikacyjnej,
- Amy Chow
  - wielobój indywidualnie – 95. miejsce w rundzie kwalifikacyjnej,
  - skok przez konia – 11. miejsce w rundzie kwalifikacyjnej,
  - ćwiczenia na poręczach – 2. miejsce,
- Amanda Borden
  - wielobój indywidualnie – 97. miejsce w rundzie kwalifikacyjnej,
  - ćwiczenia wolne – 10. miejsce w rundzie kwalifikacyjnej,
  - ćwiczenia na równoważni – 19. miejsce w rundzie kwalifikacyjnej,
- Shannon Miller, Dominique Moceanu, Dominique Dawes, Kerri Strug, Jaycie Phelps, Amy Chow, Amanda Borden – wielobój drużynowo – 1. miejsce
- Jessica Davis – gimnastyka artystyczna indywidualnie – 30. miejsce,
- Mandy James, Alaine Mata-Baquerot, Kate Nelson, Brandi Siegel, Challen Sievers, Becky Turner – gimnastyka artystyczna wielobój drużynowo – 9. miejsce

Mężczyźni
- John Roethlisberger
  - wielobój indywidualnie – 7. miejsce,
  - ćwiczenia wolne – 10. miejsce w rundzie kwalifikacyjnej,
  - skok przez konia – 29. miejsce w rundzie kwalifikacyjnej,
  - ćwiczenia na poręczach – 13. miejsce w rundzie kwalifikacyjnej,
  - ćwiczenia na drążku – 9. miejsce w rundzie kwalifikacyjnej,
  - ćwiczenia na kółkach – 11. miejsce w rundzie kwalifikacyjnej,
  - ćwiczenia na koniu z łękami – 45. miejsce w rundzie kwalifikacyjnej,
- Blaine Wilson
  - wielobój indywidualnie – 10. miejsce,
  - ćwiczenia wolne – 50. miejsce w rundzie kwalifikacyjnej,
  - skok przez konia – 20. miejsce w rundzie kwalifikacyjnej,
  - ćwiczenia na poręczach – 29. miejsce w rundzie kwalifikacyjnej,
  - ćwiczenia na drążku – 18. miejsce w rundzie kwalifikacyjnej,
  - ćwiczenia na kółkach – 7. miejsce,
  - ćwiczenia na koniu z łękami – 25. miejsce w rundzie kwalifikacyjnej,
- John MacReady
  - wielobój indywidualnie – 29. miejsce,
  - ćwiczenia wolne – 34. miejsce w rundzie kwalifikacyjnej,
  - skok przez konia – 76. miejsce w rundzie kwalifikacyjnej,
  - ćwiczenia na poręczach – 73. miejsce w rundzie kwalifikacyjnej,
  - ćwiczenia na drążku – 27. miejsce w rundzie kwalifikacyjnej,
  - ćwiczenia na kółkach – 44. miejsce w rundzie kwalifikacyjnej,
  - ćwiczenia na koniu z łękami – 50. miejsce w rundzie kwalifikacyjnej,
- Jair Lynch
  - wielobój indywidualnie – 65. miejsce w rundzie kwalifikacyjnej,
  - ćwiczenia wolne – 14. miejsce w rundzie kwalifikacyjnej,
  - skok przez konia – 25. miejsce w rundzie kwalifikacyjnej,
  - ćwiczenia na poręczach – 2. miejsce,
  - ćwiczenia na drążku – 104. miejsce w rundzie kwalifikacyjnej,
  - ćwiczenia na kółkach – 64. miejsce w rundzie kwalifikacyjnej,
  - ćwiczenia na koniu z łękami – 22. miejsce w rundzie kwalifikacyjnej,
- Kip Simons
  - wielobój indywidualnie – 80. miejsce w rundzie kwalifikacyjnej,
  - ćwiczenia wolne – 60. miejsce w rundzie kwalifikacyjnej,
  - skok przez konia – 42. miejsce w rundzie kwalifikacyjnej,
  - ćwiczenia na poręczach – 39. miejsce w rundzie kwalifikacyjnej,
  - ćwiczenia na drążku – 38. miejsce w rundzie kwalifikacyjnej,
  - ćwiczenia na kółkach – 17. miejsce w rundzie kwalifikacyjnej,
- Chainey Umphrey
  - wielobój indywidualnie – 95. miejsce w rundzie kwalifikacyjnej,
  - ćwiczenia wolne – 64. miejsce w rundzie kwalifikacyjnej,
  - skok przez konia – 103. miejsce w rundzie kwalifikacyjnej,
  - ćwiczenia na poręczach – 104. miejsce w rundzie kwalifikacyjnej,
  - ćwiczenia na drążku – 99. miejsce w rundzie kwalifikacyjnej,
  - ćwiczenia na kółkach – 25. miejsce w rundzie kwalifikacyjnej,
  - ćwiczenia na koniu z łękami – 62. miejsce w rundzie kwalifikacyjnej,
- Mihai Bagiu
  - wielobój indywidualnie – 108. miejsce w rundzie kwalifikacyjnej
  - skok przez konia – 97. miejsce w rundzie kwalifikacyjnej,
  - ćwiczenia na poręczach – 102. miejsce w rundzie kwalifikacyjnej,
  - ćwiczenia na drążku – 68. miejsce w rundzie kwalifikacyjnej,
  - ćwiczenia na koniu z łękami – 56. miejsce w rundzie kwalifikacyjnej,
- John Roethlisberger, Blaine Wilson, John MacReady, Jair Lynch, Kip Simons, Chainey Umphrey, Mihai Bagiu – wielobój drużynowo – 5. miejsce

### Hokej na trawie
Kobiety
- Patricia Shea, Laurel Hershey-Martin, Elizabeth Tchou, Marcia Pankratz, Cindy Werley, Diane Madl, Kristen Fillat, Kelli James, Tracey Fuchs, Antoinette Lucas, Kathrine Kauffman, Andrea Wieland, Leslie Lyness, Barbara Marois, Jill Reeve, Pamela Bustin – 5. miejsce,

Mężczyźni
- Thomas Vano, Steven Danielson, Larry Amar, Marq Mellor, Scott Williams, Steven Jennings, Steven van Randwijck, Marcus Wentges, John O’Neill, Eelco Wassenaar, Nicholas Butcher, Ahmed Elmaghraby, Philip Sykes, Otto Steffers, Benjamin Maruquin, Steven Wagner – 12. miejsce

### Jeździectwo
- Michelle Gibson – ujeżdżenie indywidualnie – 5. miejsce,
- Guenter Seidel – ujeżdżenie indywidualnie – 8. miejsce,
- Steffen Peters – ujeżdżenie indywidualnie – 15. miejsce,
- Robert Dover – ujeżdżenie indywidualnie – 25. miejsce,
- Michelle Gibson, Guenter Seidel, Steffen Peters, Robert Dover – ujeżdżenie drużynowo – 3. miejsce,
- Leslie Burr-Howard – skoki przez przeszkody indywidualnie – 11. miejsce,
- Anne Kursinski – skoki przez przeszkody indywidualnie – 20. miejsce,
- Michael Matz – skoki przez przeszkody indywidualnie – 9. miejsce w rundzie kwalifikacyjnej – odpadł z dalszej rywalizacji,
- Peter Leone – skoki przez przeszkody indywidualnie – 16. miejsce w rundzie kwalifikacyjnej – odpadł z dalszej rywalizacji,
- Leslie Burr-Howard, Anne Kursinski, Michael Matz, Peter Leone – skoki przez przeszkody drużynowo – 2. miejsce,
- Kerry Milliken – WKKW indywidualnie – 3. miejsce,
- David O’Connor – WKKW indywidualnie – 5. miejsce,
- Mara DePuy – WKKW indywidualnie – 6. miejsce,
- David O’Connor, Bruce Davidson, Karen O’Connor, Jill Henneberg – WKKW drużynowo – 2. miejsce,

### Judo
Kobiety
- Hillary Wolf waga do 48 kg – 9. miejsce,
- Marisa Pedulla waga do 52 kg – 7. miejsce,
- Corinna West waga do 56 kg – 13. miejsce,
- Celita Schutz waga do 61 kg – 20. miejsce,
- Liliko Ogasawara waga do 66 kg – 7. miejsce,
- Sandra Bacher waga do 72 kg – 19. miejsce,
- Colleen Rosensteel waga powyżej 72 kg – 18. miejsce,

Mężczyźni
- Cliff Sunada waga do 60 kg – 13. miejsce,
- Orlando Fuentes waga do 65 kg – 13. miejsce,
- Jimmy Pedro waga do 71 kg – 3. miejsce,
- Jason Morris waga do 78 kg – 17. miejsce,
- Brian Olson waga do 86 kg – 17. miejsce,
- Rene Capo waga do 95 kg – 21. miejsce,
- Damon Keeve waga powyżej 95 kg – 21. miejsce,

### Kajakarstwo
Kobiety
- Traci Phillips – K-1 500 m – odpadła w półfinale,
- DeAnne Hemmens, Lia Rousset – K-2 500 m – odpadły w półfinale,
- Alexandra Harbold, DeAnne Hemmens, Lia Rousset, Drusilla Van Hengel – K-4 500 m – odpadły w półfinale,
- Dana Chladek – kajakarstwo górskie K-1 slalom – 2. miejsce,
- Cathy Hearn – kajakarstwo górskie K-1 slalom – 7. miejsce,

Mężczyźni
- Michael Herbert – K-1 500 m – odpadł w półfinale,
- Michael Harbold – K-1 1000 m – odpadł w półfinale,
- Stein Jorgensen, John Mooney, – K-2 500 m – odpadli w półfinale,
- John Mooney, Peter Newton – K-2 1000 m – odpadli w półfinale,
- Curt Bader, Philippe Boccara, Mark Hamilton, Cliff Meidl – K-4 1000 m – odpadli w półfinale,
- Jim Terrell – C-1 500 m – odpadł w półfinale,
- Joseph Harper – C-1 1000 m – odpadł w półfinale,
- Rich Weiss – kajakarstwo górskie K-1 slalom – 6. miejsce,
- Scott Shipley – kajakarstwo górskie K-1 slalom – 12. miejsce,
- Eric Giddens – kajakarstwo górskie K-1 slalom – 20. miejsce,
- David Hearn – kajakarstwo górskie C-1 slalom – 9. miejsce,
- Adam Clawson – kajakarstwo górskie C-1 slalom – 19. miejsce,
- Horace Holden, Wayne Dickert – kajakarstwo górskie C-2 slalom – 11. miejsce,

### Kolarstwo
Kobiety
- Jeanne Golay
  - kolarstwo szosowe wyścig ze startu wspólnego – 29. miejsce,
  - kolarstwo szosowe jazda indywidualna na czas – 16. miejsce,
  - kolarstwo torowe wyścig punktowy – 17. miejsce,
- Linda Brenneman
  - kolarstwo szosowe wyścig ze startu wspólnego – 36. miejsce,
  - kolarstwo szosowe jazda indywidualna na czas – 11. miejsce,
- Alison Dunlap – kolarstwo szosowe wyścig ze startu wspólnego – 37. miejsce,
- Connie Paraskevin-Young – kolarstwo torowe sprint – odpadła w eliminacjach,
- Rebecca Twigg – kolarstwo torowe wyścig na 3000 m na dochodzenie indywidualnie – 5. miejsce,
- Susan DeMattei – kolarstwo górskie cross-country – 3. miejsce
- Juli Furtado – kolarstwo górskie cross-country – 10. miejsce,

Mężczyźni
- Frankie Andreu – kolarstwo szosowe wyścig ze startu wspólnego – 4. miejsce,
- Lance Armstrong
  - kolarstwo szosowe wyścig ze startu wspólnego – 12. miejsce,
  - kolarstwo szosowe jazda indywidualna na czas – 6. miejsce,
- Greg Randolph – kolarstwo szosowe wyścig ze startu wspólnego – 74. miejsce,
- George Hincapie – kolarstwo szosowe wyścig ze startu wspólnego – 76. miejsce,
- Steve Hegg
  - kolarstwo szosowe wyścig ze startu wspólnego – 93. miejsce,
  - kolarstwo szosowe jazda indywidualna na czas – 16. miejsce,
- Marty Nothstein – kolarstwo torowe sprint – 2. miejsce,
- William Clay – kolarstwo torowe sprint – odpadł w repasażach (dyskwalifikacja),
- Erin Hartwell – kolarstwo torowe 1 km ze startu zatrzymanego – 2. miejsce
- Kent Bostick – kolarstwo torowe wyścig na 4000 m na dochodzenie indywidualnie – 9. miejsce,
- Dirk Copeland, Mariano Friedick, Adam Laurent, Michael McCarthy – kolarstwo torowe wyścig na 4000 m na dochodzenie drużynowo – 6. miejsce,
- Brian McDonough – kolarstwo torowe wyścig punktowy – 19. miejsce,
- Tinker Juarez – kolarstwo górskie cross-country – 19. miejsce,
- Don Myrah – kolarstwo górskie cross-country – 20. miejsce

### Koszykówka
Kobiety
- Teresa Edwards, Alice Bolton-Holifield, Sheryl Swoopes, Lisa Leslie, Katrina McClain, Dawn Staley, Jennifer Azzi, Carla McGhee, Kathryn Steding, Rebecca Lobo, Venus Lacey, Nikki McCray – 1. miejsce,

Mężczyźni
- Penny Hardaway, Charles Barkley, David Robinson, Gary Payton, Grant Hill, Hakeem Olajuwon, John Stockton, Karl Malone, Mitch Richmond, Reggie Miller, Scottie Pippen, Shaquille O’Neal – 1. miejsce,

### Lekkoatletyka
Kobiety
- Gail Devers
  - bieg na 100 m – 1. miejsce,
  - bieg na 100 m przez płotki – 4. miejsce,
- Gwen Torrence – bieg na 100 m – 3. miejsce,
- D'Andre Hill – bieg na 100 m – odpadła w półfinale,
- Inger Miller – bieg na 200 m – 4. miejsce,
- Carlette Guidry-White – bieg na 200 m – 8. miejsce,
- Dannette Young – bieg na 200 m – odpadła w półfinale,
- Jearl Miles-Clark – bieg na 400 m – 5. miejsce,
- Kim Graham – bieg na 400 m – odpadła w półfinale,
- Maicel Malone – bieg na 400 m – odpadła w półfinale,
- Meredith Rainey – bieg na 800 m – odpadła w półfinale,
- Joetta Clark-Diggs – bieg na 800 m – odpadła w eliminacjach,
- Suzy Favor-Hamilton – bieg na 800 m – odpadła w eliminacjach,
- Regina Jacobs – bieg na 1500 m – 10. miejsce,
- Vicki Huber – bieg na 1500 m – odpadła w eliminacjach,
- Juli Henner – bieg na 1500 m – odpadła w eliminacjach,
- Lynn Jennings – bieg na 5000 m – 9. miejsce,
- Amy Rudolph – bieg na 5000 m – 10. miejsce,
- Mary Decker-Slaney – bieg na 5000 m – odpadła w eliminacjach,
- Kate Fonshell – bieg na 10 000 m – odpadła w eliminacjach,
- Joan Nesbit – bieg na 10 000 m – odpadła w eliminacjach,
- Olga Avalos-Appell – bieg na 10 000 m – odpadła w eliminacjach,
- Anne Marie Lauck – maraton – 10. miejsce,
- Linda Somers – maraton – 31. miejsce,
- Jenny Spangler – maraton – nie ukończyła biegu,
- Lynda Tolbert-Goode – bieg na 100 m przez płotki – 7. miejsce,
- Cheryl Dickey – bieg na 100 m przez płotki – odpadła w ćwierćfinale,
- Kimberly Batten – bieg na 400 m przez płotki – 2. miejsce,
- Tonja Buford-Bailey – bieg na 400 m przez płotki – 3. miejsce,
- Sandra Farmer-Patrick – bieg na 400 m przez płotki – odpadła w półfinale,
- Chryste Gaines, Gail Devers, Inger Miller, Gwen Torrence, Carlette Guidry-White[9] – sztafeta 4 × 100 m – 1. miejsce,
- Rochelle Stevens, Maicel Malone, Kim Graham, Jearl Miles-Clark, Linetta Wilson[9] – sztafeta 4 × 400 m – 1. miejsce,
- Michelle Rohl – chód na 10 km – 14. miejsce,
- Debbi Lawrence – chód na 10 km – 20. miejsce,
- Tori Herazo – chód na 10 km – nie ukończyła konkurencji (dyskwalifikacja),
- Tisha Waller – skok wzwyż – 9. miejsce,
- Connie Teaberry – skok wzwyż – 18. miejsce,
- Amy Acuff – skok wzwyż – 24. miejsce,
- Jackie Joyner-Kersee
  - skok w dal – 3. miejsce,
  - siedmiobój – nie sklasyfikowana (nie ukończyła konkurencji),
- Marieke Veltman – skok w dal – 16. miejsce,
- Shana Williams – skok w dal – nie sklasyfikowana (nie oddała żadnej dobrej próby),
- Sheila Hudson-Strudwick – trójskok – 10. miejsce,
- Cynthea Rhodes – trójskok – 15. miejsce,
- Diana Orrange – trójskok – nie sklasyfikowana (nie oddała żadnej dobrej próby),
- Connie Price-Smith – pchnięcie kulą – 5. miejsce,
- Ramona Pagel – pchnięcie kulą – 9. miejsce,
- Valeyta Althouse – pchnięcie kulą – 16. miejsce,
- Lacy Barnes-Mileham – rzut dyskiem – 30. miejsce,
- Suzy Powell-Roos – rzut dyskiem – 33. miejsce,
- Aretha Hill-Thurmond – rzut dyskiem – 34. miejsce,
- Nicole Carroll – rzut oszczepem – 26. miejsce,
- Erica Wheeler – rzut oszczepem – 30. miejsce,
- Kelly Blair – siedmiobój – 8. miejsce,
- Sharon Hanson – siedmiobój – 9. miejsce,

Mężczyźni
- Dennis Mitchell – bieg na 100 metrów – 4. miejsce,
- Michael Marsh
  - bieg na 100 m – 5. miejsce,
  - bieg na 200 m – 8. miejsce,
- Jon Drummond – bieg na 100 metrów – odpadł w półfinale,
- Michael Johnson
  - bieg na 200 metrów – 1. miejsce,
  - bieg na 400 metrów – 1. miejsce,
- Jeff Williams – bieg na 200 m – 5. miejsce,
- Alvin Harrison – bieg na 400 m – 4. miejsce,
- Butch Reynolds – bieg na 400 m – odpadł w półfinale (nie ukończył biegu),
- Johnny Gray – bieg na 800 metrów – 7. miejsce,
- Brandon Rock – bieg na 800 m – odpadł w eliminacjach,
- Tony Parilla – bieg na 800 m – odpadł w eliminacjach,
- Paul McMullen – bieg na 1500 metrów – odpadł w półfinale,
- Brian Hyde – bieg na 1500 m – odpadł w eliminacjach,
- Jason Pyrah – bieg na 1500 m – odpadł w eliminacjach,
- Bob Kennedy – bieg na 5000 metrów – 6. miejsce,
- Jim Spivey – bieg na 5000 m – odpadł w półfinale,
- Matt Giusto – bieg na 5000 m – odpadł w eliminacjach,
- Brad Barquist – bieg na 10 000 metrów – odpadł w eliminacjach,
- Dan Middleman – bieg na 10 000 m – odpadł w eliminacjach,
- Todd Williams – bieg na 10 000 m – odpadł w eliminacjach (nie ukończył biegu),
- Keith Brantly – maraton – 28. miejsce,
- Bob Kempainen – maraton – 31. miejsce,
- Mark Coogan – maraton – 41. miejsce,
- Allen Johnson – bieg na 110 m przez płotki – 1. miejsce,
- Mark Crear – bieg na 110 m przez płotki – 2. miejsce,
- Eugene Swift – bieg na 110 m przez płotki – 6. miejsce,
- Derrick Adkins – bieg na 400 m przez płotki – 1. miejsce,
- Calvin Davis – bieg na 400 m przez płotki – 3. miejsce,
- Bryan Bronson – bieg na 400 m przez płotki – odpadł w półfinale,
- Mark Croghan – bieg na 3000 m z przeszkodami – 5. miejsce,
- Marc Davis – bieg na 3000 m z przeszkodami – 12. miejsce,
- Robert Gary – bieg na 3000 m z przeszkodami – odpadł w eliminacjach,
- Jon Drummond, Tim Harden, Michael Marsh, Dennis Mitchell, Tim Montgomery[7] – sztafeta 4 × 100 m – 2. miejsce
- LaMont Smith, Alvin Harrison, Derek Mills, Anthuan Maybank, Jason Rouser[7] – sztafeta 4 × 400 m – 1. miejsce
- Curt Clausen – chód na 20 km – 50. miejsce,
- Allen James – chód na 50 km – 24. miejsce,
- Andrzej Chylinski – chód na 50 km – 26. miejsce,
- Herm Nelson – chód na 50 km – nie ukończył konkurencji (dyskwalifikacja),
- Charles Austin – skok wzwyż – 1. miejsce,
- Cameron Wright – skok wzwyż – 26. miejsce,
- Ed Broxterman – skok wzwyż – 31. miejsce,
- Lawrence Johnson – skok o tyczce – 8. miejsce,
- Jeff Hartwig – skok o tyczce – 11. miejsce,
- Scott Huffman – skok o tyczce – 13. miejsce,
- Carl Lewis – skok w dal – 1. miejsce,
- Joe Greene – skok w dal – 3. miejsce,
- Mike Powell – skok w dal – 5. miejsce,
- Kenny Harrison – trójskok – 1. miejsce,
- Mike Conley – trójskok – 4. miejsce,
- Robert Howard – trójskok – 8. miejsce,
- Randy Barnes – pchnięcie kulą – 1. miejsce,
- John Godina
  - pchnięcie kulą – 2. miejsce,
  - rzut dyskiem – 14. miejsce,
- Cottrell Hunter – pchnięcie kulą – 7. miejsce,
- Tony Washington – rzut dyskiem – 4. miejsce,
- Adam Setliff – rzut dyskiem – 12. miejsce,
- Lance Deal – rzut młotem – 2. miejsce,
- Kevin McMahon – rzut młotem – 24. miejsce,
- Ken Popejoy – rzut młotem – 29. miejsce,
- Tom Pukstys – rzut oszczepem – 8. miejsce,
- Dave Stephens – rzut oszczepem – 15. miejsce,
- Todd Riech – rzut oszczepem – 17. miejsce,
- Dan O’Brien – dziesięciobój – 1. miejsce,
- Steve Fritz – dziesięciobój – 4. miejsce,
- Chris Huffins – dziesięciobój – 10. miejsce,

### Łucznictwo
Kobiety
- Janet Dykman – indywidualnie – 16. miejsce,
- Lindsay Langston – indywidualnie – 22. miejsce,
- Judi Adams – indywidualnie – 39. miejsce,
- Janet Dykman, Lindsay Langston, Judi Adams – drużynowo – 13. miejsce,

Mężczyźni
- Justin Huish – indywidualnie – 1. miejsce,
- Butch Johnson – indywidualnie – 11. miejsce,
- Rod White – indywidualnie – 24. miejsce,
- Justin Huish, Butch Johnson, Rod White – drużynowo – 1. miejsce

### Pięciobój nowoczesny
Mężczyźni
- Michael Gostigian – indywidualnie – 16. miejsce,

### Piłka nożna
Kobiety
- Briana Scurry, Cindy Parlow, Carla Overbeck, Tiffany Roberts, Brandi Chastain, Shannon MacMillan, Mia Hamm, Michelle Akers, Julie Foudy, Carin Gabarra, Kristine Lilly, Joy Fawcett, Tisha Venturini, Tiffeny Milbrett – 1. miejsce,

Mężczyźni
- Kasey Keller, Matthew McKeon, George Pope, Clint Peay, Panayotis Lalas, Imad Baba, Jovan Kirovski, Anthony Wood, Claudio Reyna, Miles Joseph, Brandon Pollard, Frankie Hejduk, Brian Maisonneuve, Nelson Vargas, Damian Silvera – 10. miejsce,

### Piłka ręczna
Kobiety
- Dawn Allinger, Patricia Neder, Sharon Cain, Kim Clarke, Laura Coenen, Kristen Danihy, Jennifer Demby-Horton, Lisa Eagen, Laurie Fellner, Chryssandra Hires, Tami Jameson, Toni Jameson, Dannette Leininger, Dawn Marple, Carol Peterka – 8. miejsce,

Mężczyźni
- Derek Brown, Gregpry Caccia, David DeGraaf, Yaro Dachniwsky, Robert Dunn, Denny Fercho, Joseph Fitzgerald, Thomas Fitzgerald, Darrick Heath, John Keller, Frank Clifton Mannon, Steven Penn, Matthew Ryan, Markus Schmocker, Michael Thornberry, George Van Os – 9. miejsce,

### Piłka wodna
Mężczyźni
- Gavin Arroyo, Troy Barnhart Jr., Christopher Duplanty, Michael Evans, Kirk Everist, Daniel Hackett, Christopher Humbert, Kyle Kopp, Jeremy Laster, Christopher McNair, Christopher Oeding, Alexis Rousseau, Wolfgang Wigo – 7. miejsce

### Pływanie
Kobiety
- Amy Van Dyken
  - 50 m stylem dowolnym – 1. miejsce,
  - 100 m stylem dowolnym – 4. miejsce,
  - 100 m stylem motylkowym – 1. miejsce,
- Angel Martino
  - 50 m stylem dowolnym – 4. miejsce,
  - 100 m stylem dowolnym – 3. miejsce,
  - 100 m stylem motylkowym – 3. miejsce,
- Trina Jackson
  - 200 m stylem dowolnym – 4. miejsce,
  - 200 m stylem motylkowym – 8. miejsce,
- Cristina Teuscher
  - 200 m stylem dowolnym – 6. miejsce,
  - 400 m stylem dowolnym – 8. miejsce,
- Janet Evans
  - 400 m stylem dowolnym – 17. miejsce,
  - 800 m stylem dowolnym – 6. miejsce,
- Brooke Bennett – 800 m stylem dowolnym – '1. miejsce
- Angel Martino, Amy Van Dyken, Catherine Fox, Jenny Thompson, Lisa Jacob[9], Melanie Valerio[9] – sztafeta 4 x 100 m stylem dowolnym – 1. miejsce,
- Trina Jackson, Cristina Teuscher, Sheila Taormina, Jenny Thompson, Lisa Jacob[9], Annette Salmeen[9], Ashley Whitney[9] – sztafeta 4 x 200 m stylem dowolnym – 1. miejsce
- Beth Botsford
  - 100 m stylem grzbietowym – 1. miejsce,
  - 200 m stylem grzbietowym – 10. miejsce,
- Whitney Hedgepeth
  - 100 m stylem grzbietowym – 2. miejsce,
  - 200 m stylem grzbietowym – 2. miejsce,
- Amanda Beard
  - 100 m stylem klasycznym – 2. miejsce,
  - 200 m stylem klasycznym – 2. miejsce,
- Kristine Quance
  - 100 m stylem klasycznym – 19. miejsce,
  - 200 m stylem zmiennym – 9. miejsce,
- Jilen Siroky – 200 m stylem klasycznym – 15. miejsce,
- Annette Salmeen – 200 m stylem motylkowym – 12. miejsce,
- Allison Wagner
  - 200 m stylem zmiennym – 6. miejsce,
  - 400 m stylem zmiennym – 2. miejsce,
- Whitney Metzler – 400 m stylem zmiennym – 8. miejsce,
- Beth Botsford, Amanda Beard, Angel Martino, Amy Van Dyken, Catherine Fox[9], Whitney Hedgepeth[9], Kristine Quance[9], Jenny Thompson[9] – sztafeta 4 x 100 m stylem zmiennym – 1. miejsce,

Mężczyźni
- Gary Hall Jr.
  - 50 m stylem dowolnym – 2. miejsce,
  - 100 m stylem dowolnym – '2. miejsce,
- David Fox – 50 m stylem dowolnym – 6. miejsce,
- Jon Olsen – 100 m stylem dowolnym – 9. miejsce,
- Josh Davis – 200 m stylem dowolnym – 7. miejsce,
- John Piersma
  - 200 m stylem dowolnym – 12. miejsce,
  - 400 m stylem dowolnym – 9. miejsce,
- Tom Dolan
  - 400 m stylem dowolnym – 17. miejsce,
  - 200 m stylem zmiennym – 7. miejsce,
  - 400 m stylem zmiennym – 1. miejsce
- Peter Wright – 1500 m stylem dowolnym – 12. miejsce,
- Carlton Bruner – 1500 m stylem dowolnym – 13. miejsce,
- Jon Olsen, Josh Davis, Brad Schumacher, Gary Hall Jr., David Fox[7], Scott Tucker[7] – sztafeta 4 × 100 m stylem dowolnym – 1. miejsce
- Josh Davis, Joseph Hudepohl, Brad Schumacher, Ryan Berube, Jon Olsen[7] – sztafeta 4 × 200 m stylem dowolnym – 1. miejsce,
- Jeff Rouse – 100 m stylem grzbietowym – 1. miejsce,
- Tripp Schwenk
  - 100 m stylem grzbietowym – 5. miejsce,
  - 200 m stylem grzbietowym – 2. miejsce,
- Brad Bridgewater – 200 m stylem grzbietowym – 1. miejsce,
- Jeremy Linn – 100 m stylem klasycznym – 2. miejsce,
- Kurt Grote
  - 100 m stylem klasycznym – 6. miejsce,
  - 200 m stylem klasycznym – 8. miejsce,
- Eric Wunderlich – 200 m stylem klasycznym – 7. miejsce
- Mark Henderson – 100 m stylem motylkowym – 9. miejsce,
- John Hargis – 100 m stylem motylkowym – 16. miejsce,
- Tom Malchow – 200 m stylem motylkowym – 2. miejsce,
- Ray Carey – 200 m stylem motylkowym – 21. miejsce,
- Greg Burgess – 200 m stylem zmiennym – 6. miejsce,
- Eric Namesnik – 400 m stylem zmiennym – 2. miejsce,
- Jeff Rouse, Jeremy Linn, Mark Henderson, Gary Hall Jr., Josh Davis[7], Kurt Grote[7], John Hargis[7], Tripp Schwenk[7] – sztafeta 4 × 100 m stylem zmiennym – 1. miejsce,

### Pływanie synchroniczne
Kobiety
- Suzannah Bianco, Tammy Cleland-McGregor, Becky Dyroen-Lancer, Emily LeSueur, Heather Pease-Olson, Jill Savery, Nathalie Schneyder, Heather Simmons-Carrasco, Jill Sudduth, Margot Thien – drużynowo – 1. miejsce

### Podnoszenie ciężarów
Mężczyźni
- Bryan Jacob – waga do 59 kg – 9. miejsce,
- Vernon Patao – waga do 64 kg – 22. miejsce,
- Thanh Nguyen – waga do 64 kg – 32. miejsce,
- Timothy McRae – waga do 70 kg – 14. miejsce,
- Thomas Gough – waga do 91 kg – 14. miejsce,
- Peter Kelley – waga do 99 kg – 14. miejsce,
- Wesley Barnett – waga do 108 kg – 6. miejsce,
- Konstantine Starikovitch – waga do 108 kg – 12. miejsce,
- Mark Henry – waga powyżej 108 kg – 14. miejsce,
- Thomas Ingalsbe – waga powyżej 108 kg – 16. miejsce,

### Siatkówka
Kobiety
- Tonya Sanders-Williams, Yoko Zetterlund, Paula Weishoff, Caren Kemner, Lori Endicott, Kristin Klein, Beverly Oden, Tammy Webb-Liley, Elaina Oden, Danielle Scott-Arruda, Tara Cross-Battle, Elaine Youngs – 7. miejsce,
- Barbra Fontana Harris, Linda Hanley – siatkówka plażowa – 4. miejsce,
- Holly McPeak, Nancy Reno – siatkówka plażowa – 5. miejsce,
- Gail Castro, Debra Richardson – siatkówka plażowa – 9. miejsce,

Mężczyźni
- Lloy Ball, John Hyden, Robert Ctvrtlik, Bryan Ivie, Thomas Sorensen, Scott Fortune, Jeffery Stork, Jeff Nygaard, Michael Lambert, Daniel Landry, Brett Winslow – 9. miejsce,
- Karch Kiraly, Kent Steffes – siatkówka plażowa – 1. miejsce,
- Mike Whitmarsh, Mike Dodd – siatkówka plażowa – 2. miejsce,
- Sinjin Smith, Carl Henkel – siatkówka plażowa – 5. miejsce,

### Skoki do wody
Kobiety
- Melisa Moses – trampolina 3 m – 4. miejsce,
- Jenny Keim – trampolina 3 m – 9. miejsce,
- Mary Ellen Clark – wieża 10 m – 3. miejsce,
- Becky Ruehl – wieża 10 m – 4. miejsce

Mężczyźni
- Mark Lenzi – trampolina 3 m – 3. miejsce,
- Scott Donie – trampolina 3 m – 4. miejsce,
- David Pichler – wieża 10 m – 6. miejsce,
- Patrick Jeffrey – wieża 10 m – 9. miejsce,

### Softball
Kobiety
- Laura Berg, Gillian Boxx, Sheila Cornell-Douty, Lisa Fernandez, Michele Granger, Lori Harrigan, Dionna Harris, Kim Maher, Leah O’Brien-Amico, Dot Richardson, Julie Smith, Michele Smith, Shelly Stokes, Dani Tyler, Christa Williams – '1. miejsce

### Strzelectwo
Kobiety
- Beki Snyder – pistolet pneumatyczny 10 m – 30. miejsce,
- Jo Ann Sevin – pistolet pneumatyczny 10 m – 32. miejsce,
- Connie Petracek – pistolet sportowy 25 m – 9. miejsce,
- Libby Callahan – pistolet sportowy 25 m – 23. miejsce,
- Elizabeth Jagush-Bourland
  - karabin pneumatyczny 10 m – 13. miejsce,
  - karabin małokalibrowy trzy pozycje 50 m – 7. miejsce,
- Nancy Napolski-Johnson – karabin pneumatyczny – 36. miejsce,
- Jean Foster – karabin małokalibrowy trzy pozycje 50 m – 12. miejsce,
- Kim Rhode – podwójny trap – 1. miejsce,
- Terry DeWitt – podwójny trap – 4. miejsce,

Mężczyźni
- Neal Caloia
  - pistolet pneumatyczny 10 m – 41. miejsce,
  - pistolet dowolny 50 m – 39. miejsce,
- Ben Amonette
  - pistolet pneumatyczny 10 m – 44. miejsce,
  - pistolet dowolny 50 m – 25. miejsce,
- John McNally – pistolet szybkostrzelny 25 m – 12. miejsce,
- Roger Mar – pistolet szybkostrzelny 25 m – 18. miejsce,
- Robert Harbison
  - karabin pneumatyczny 10 m – 7. miejsce,
  - karabin małokalibrowy trzy pozycje 50 m – 6. miejsce,
- Glenn Dubis
  - karabin pneumatyczny 10 m – 41. miejsce,
  - karabin małokalibrowy trzy pozycje 50 m – 10. miejsce,
- William Meek – karabin małokalibrowy leżąc 50 m – 8. miejsce,
- Eric Uptagrafft – karabin małokalibrowy leżąc 50 m – 30. miejsce,
- Adam Saathoff – ruchoma tarcza 10 m – 20. miejsce,
- Josh Lakatos – trap – 2. miejsce,
- Lance Bade – - trap – 3. miejsce,
- Bret Erickson – trap – 20. miejsce,
- David Alcoriza – podwójny trap – 8. miejsce,
- Lance Bade – podwójny trap – 10. miejsce,
- William Roy – skeet – 9. miejsce,
- Todd Graves – skeet – 15. miejsce,
- George Quigley – 26. miejsce,

### Szermierka
Kobiety
- Ann Marsh – floret indywidualnie – 7. miejsce,
- Felicia Zimmermann – floret indywidualnie – 21. miejsce,
- Suzanne Paxton – floret indywidualny – 33. miejsce,
- Ann Marsh, Felicia Zimmermann, Suzanne Paxton – floret drużynowo – 10. miejsce
- Leslie Marx – szpada indywidualnie – 16. miejsce,
- Nhi Lan Le – szpada indywidualnie – 37. miejsce,
- Elaine Cheris – szpada indywidualnie – 39. miejsce,
- Leslie Marx, Nhi Lan Le, Elaine Cheris – szpada drużynowo – 8. miejsce,
- Cliff Bayer – floret indywidualnie – 34. miejsce,
- Peter Devine – floret indywidualnie – 37. miejsce,
- Nick Bravin – floret indywidualnie – 39. miejsce,
- Cliff Bayer, Peter Devine, Nick Bravin – floret drużynowo – 10. miejsce
- Jim Carpenter – szpada indywidualnie – 25. miejsce,
- Mike Marx – szpada indywidualnie – 28. miejsce,
- Tamir Bloom – szpada indywidualnie – 31. miejsce,
- Jim Carpenter, Mike Marx, Tamir Bloom – szpada drużynowo – 8. miejsce,
- Peter Cox Jr. – szabla indywidualnie – 28. miejsce,
- Tom Strzalkowski – szabla indywidualnie – 34. miejsce,
- Peter Westbrook – szabla indywidualnie – 37. miejsce,
- Peter Cox Jr., Tom Strzalkowski, Peter Westbrook – szabla drużynowo – 9. miejsce,

### Tenis stołowy
Kobiety
- Amy Feng – gra pojedyncza – 17. miejsce,
- Lily Hugh-Yip – gra pojedyncza – 17. miejsce,
- Lily Hugh-Yip, Wei Wang – gra podwójna – 9. miejsce,

Mężczyźni
- David Zhuang – gra pojedyncza – 33. miejsce,
- Jim Butler – gra pojedyncza – 33. miejsce,
- Jim Butler, Todd Sweeris – gra podwójna – 25. miejsce,

### Tenis ziemny
Kobiety
- Lindsay Davenport – gra pojedyncza – 1. miejsce,
- Mary Joe Fernández – gra pojedyncza – 4. miejsce,
- Monica Seles – gra pojedyncza – 5. miejsce,
- Gigi Fernández, Mary Joe Fernandez – gra podwójna – 1. miejsce,

Mężczyźni
- Andre Agassi – gra pojedyncza – 1. miejsce,
- MaliVai Washington – gra pojedyncza – 5. miejsce,
- Richey Reneberg – gra pojedyncza – 33. miejsce,
- Andre Agassi, MaliVai Washington – gra podwójna – 9. miejsce

### Wioślarstwo
Kobiety
- Ruth Davidon – jedynki – 6. miejsce,
- Michelle Knox-Zaloom, Jennifer Devine – dwójka podwójna – 9. miejsce,
- Teresa Bell, Lindsay Burns – dwójka podwójna wagi lekkiej – 2. miejsce,
- Missy Schwen-Ryan, Karen Kraft – dwójka bez sternika – 2. miejsce,
- Dré Thies, Cécile Tucker, Cathy Symon, Julia Chilicki – czwórka podwójna – 8. miejsce,
- Anne Kakela, Mary McCagg, Laurel Korholz, Catriona Fallon, Betsy McCagg, Monica Tranel Michini, Amy Fuller, Jennifer Dore, Yasmin Farooq – ósemka – 4. miejsce,

Mężczyźni
- Cyrus Beasley – jedynka – 10. miejsce,
- Mike Peterson, Adam Holland – dwójka bez sternika – 7. miejsce,
- Tim Young, Brian Jamieson, Eric Mueller, Jason Gailes – czwórka podwójna – 2. miejsce,
- Sean Hall, Jason Scott, Tom Murray, Jeff Klepacki – czwórka bez sternika – 11. miejsce,
- Doug Burden, Bob Kaehler, Porter Collins, Ted Murphy, Jamie Koven, Jon Brown, Don Smith, Fred Honebein, Steven Segaloff – ósemka – 5. miejsce,
- Tom Auth, Steve Peterson – dwójka podwójna wagi lekkiej – 9. miejsce,
- David Collins, Jeff Pfaendtner, Marc Schneider, Bill Carlucci – czwórka bez sternika wagi lekkiej – 3. miejsce,

### Zapasy
Mężczyźni
- Mujaahid Maynard – styl klasyczny waga do 48 kg – 13. miejsce,
- Brandon Paulson – styl klasyczny waga do 52 kg – 2. miejsce,
- Dennis Hall – styl klasyczny waga do 57 kg – 2. miejsce,
- David Zuniga – styl klasyczny waga do 62 kg – 10. miejsce,
- Rodney Smith – styl klasyczny waga do 68 kg – 9. miejsce,
- Marty Morgan – styl klasyczny waga do 74 kg – 9. miejsce,
- Dan Henderson – styl klasyczny waga do 82 kg – 12. miejsce,
- Derrick Waldroup – styl klasyczny waga do 90 kg – 7. miejsce,
- Jason Gleasman – styl klasyczny waga do 100 kg – 12. miejsce,
- Matt Ghaffari – styl klasyczny waga do 130 kg – 2. miejsce,
- Rob Eiter – styl wolny waga do 48 kg – 8. miejsce,
- Lou Rosselli – styl wolny waga do 52 kg – 11. miejsce,
- Kendall Cross – styl wolny waga do 57 kg – 1. miejsce,
- Tom Brands – styl wolny waga do 62 kg – 1. miejsce,
- Townsend Saunders – styl wolny waga do 68 kg – 2. miejsce,
- Kenny Monday – styl wolny waga do 74 kg – 6. miejsce,
- Les Gutches – styl wolny waga do 82 kg – 7. miejsce,
- Melvin Douglas – styl wolny waga do 90 kg – 7. miejsce,
- Kurt Angle – styl wolny waga do 100 kg – 1. miejsce,
- Bruce Baumgartner – styl wolny waga do 130 kg – 3. miejsce,

### Żeglarstwo
- Mike Gebhardt – windsurfing mężczyźni – 6. miejsce,
- Will Martin – klasa Finn – 23. miejsce,
- Nick Adamson – klasa Laser – 21. miejsce,
- Lanee Butler-Beashel – windsurfing kobiet – 11. miejsce,
- Courtenay Becker-Dey – klasa Europa – 3. miejsce,
- Kris Stookey, Louise Van Voorhis – klasa 470 kobiet – 4. miejsce,
- Morgan Reeser, Kevin Burnham – klasa 470 mężczyźni – 8. miejsce,
- Mark Reynolds, Harold Haenel, – klasa Star – 8. miejsce,
- John Lovell, Charlie Ogletree – klasa Tornado – 8. miejsce,
- Jeff Madrigali, Jim Barton, Kent Massey – klasa Soling – '3. miejsce